# Карл Мойзес
Карл Мойзес (нім. Karl Moyses; 3 жовтня 1882, Грестен — ?) — австрійський і німецький офіцер, генерал-лейтенант вермахту.

## Біографія
19 серпня 1902 року поступив на службу в австро-угорську армію, служив у інженерних частинах. Учасник Першої світової війни. Після війни продовжив службу в австрійській армії. Після аншлюсу автоматично перейшов у вермахт. З 10 листопада 1938 по 1 жовтня 1943 року — інспектор інспекції комплектування Кесліна. 31 грудня 1943 року відправлений у відставку.

## Звання
- Лейтенант (1 листопада 1903)
- Оберст-лейтенант (27 червня 1923)
- Оберст (28 червня 1934)
- Генерал-майор (1 січня 1938)
- Генерал-лейтенант запасу (1 квітня 1939)
- Генерал-лейтенант (1 лютого 1941)

## Нагороди
- Ювілейний хрест (1908)
- Медаль «За військові заслуги» (Австро-Угорщина)
  - бронзова з мечами
  - срібна
- Хрест «За військові заслуги» (Австро-Угорщина) 3-го класу з військовою відзнакою і мечами
- Орден Залізної Корони 3-го класу з військовою відзнакою і мечами
- Військовий Хрест Карла
- Залізний хрест 2-го класу
- Орден Меджида
- Військова медаль (Османська імперія)
- Пам'ятна військова медаль (Австрія) з мечами
- Хрест «За вислугу років» (Австрія) для офіцерів
  - 2-го класу (25 років)
  - 1-го класу (35 років) (18 серпня 1937)
- Пам'ятна військова медаль (Угорщина) з мечами
- Орден Заслуг (Австрія), лицарський хрест
- Почесний хрест ветерана війни з мечами
- Медаль «За вислугу років у Вермахті» 4-го, 3-го, 2-го і 1-го класу (25 років)